# Cimetière de Pipet (Vienne)
Le cimetière de Pipet est un cimetière municipal de la ville de Vienne (Isère). Il doit son nom au mont Pipet dans le quartier du même nom.

## Histoire et description
Le cimetière ouvert au XIXe siècle est aménagé à flanc de colline à l'emplacement des anciens jardins de l'abbaye des Dames de Saint-André-le-Haut. Les sépultures sont réparties le long d'allées à forte déclivité qui serpentent jusqu'en haut. La colline est dominée par la chapelle Notre-Dame de Pipet. Le cimetière offre une vue remarquable sur le panorama montagneux. Quelques cèdres, ifs, marronniers et conifères ombragent certains endroits. On remarque un monument aux morts de la guerre de 1870-1871 et un obélisque qui rappelle la catastrophe de la raffinerie de Feyzin du 14 janvier 1966 qui fit dix-huit morts et soixante-dix-sept blessés. Quatre pompiers viennois y trouvèrent la mort.

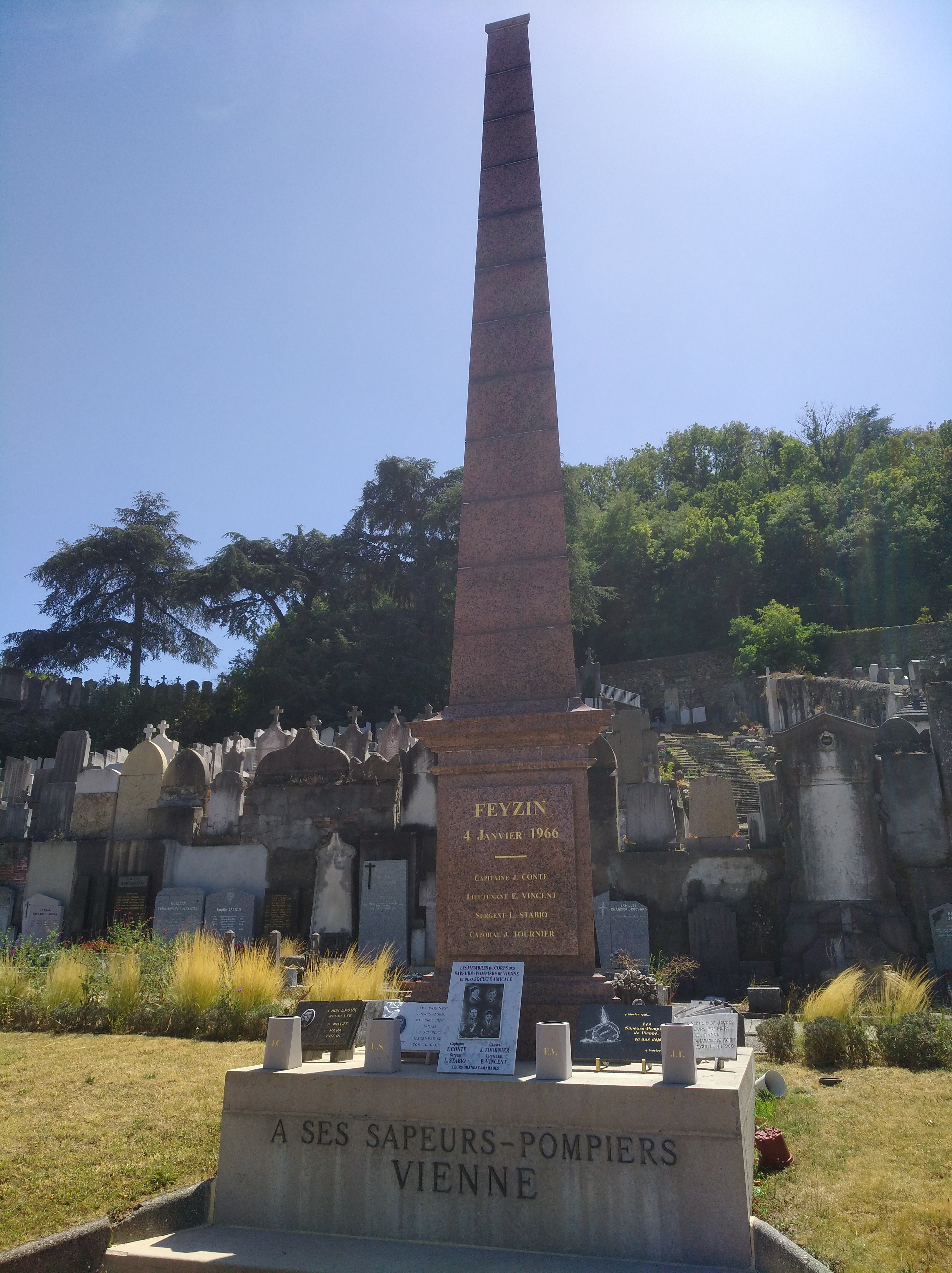
Obélisque de la catastrophe de Feyzin.

Le cimetière possède des tombes anciennes, pour la plupart alignant des stèles de pierre surmontées d'une croix, côte à côte, qui rappellent l'histoire socio-économique de Vienne avec ses dynasties de drapiers, de négociants et d'industriels. Les plus notables possèdent des ornements ou des médaillons, bustes, œuvres de sculpteurs locaux (Claude Grange, Joseph Bernard, etc.). Il possède un jardin du souvenir et un carré militaire. Une navette gratuite est organisée à destination de la partie haute pendant la période de la fête de la Toussaint.

## Personnalités inhumées
- Adèle Berlioz (morte en 1860, sœur d'Hector Berlioz) et son mari, le notaire Charles Suat
- Jean Bouvard (1910-1993), journaliste et écrivain
- Danièle Breem (1921-2014), journaliste du temps de l'ORTF
- Marc Antoine Brillier (1809-1888), maire de Vienne, député et sénateur (médaillon)
- Jules Buisson (1866-1923), compositeur (médaillon par Claude Grange)
- Victor Faugier (1801-1867), maire de Vienne, député de l'Isère (médaillon par Joseph-Hugues Fabisch)
- Henry Jacquier (1878-1921), peintre (médaillon par Claude Grange)
- Ennemond Payen (1881-1932), député de l'Isère (médaillon)
- Jacques Pilliard (1811-1898), peintre néoclassique  (buste par Joseph Bernard)
- Fernand Point (1897-1955), cuisinier-restaurateur
- François Ponsard (1814-1867), poète et dramaturge
- André Rivoire (1872-1930), auteur dramatique
- Ernest Sciupi (1873-1953), compositeur pour musique d'harmonie ou fanfare[4]
- Tony Zacharie (1819-1899), peintre viennois (buste en bronze par Claude Grange)

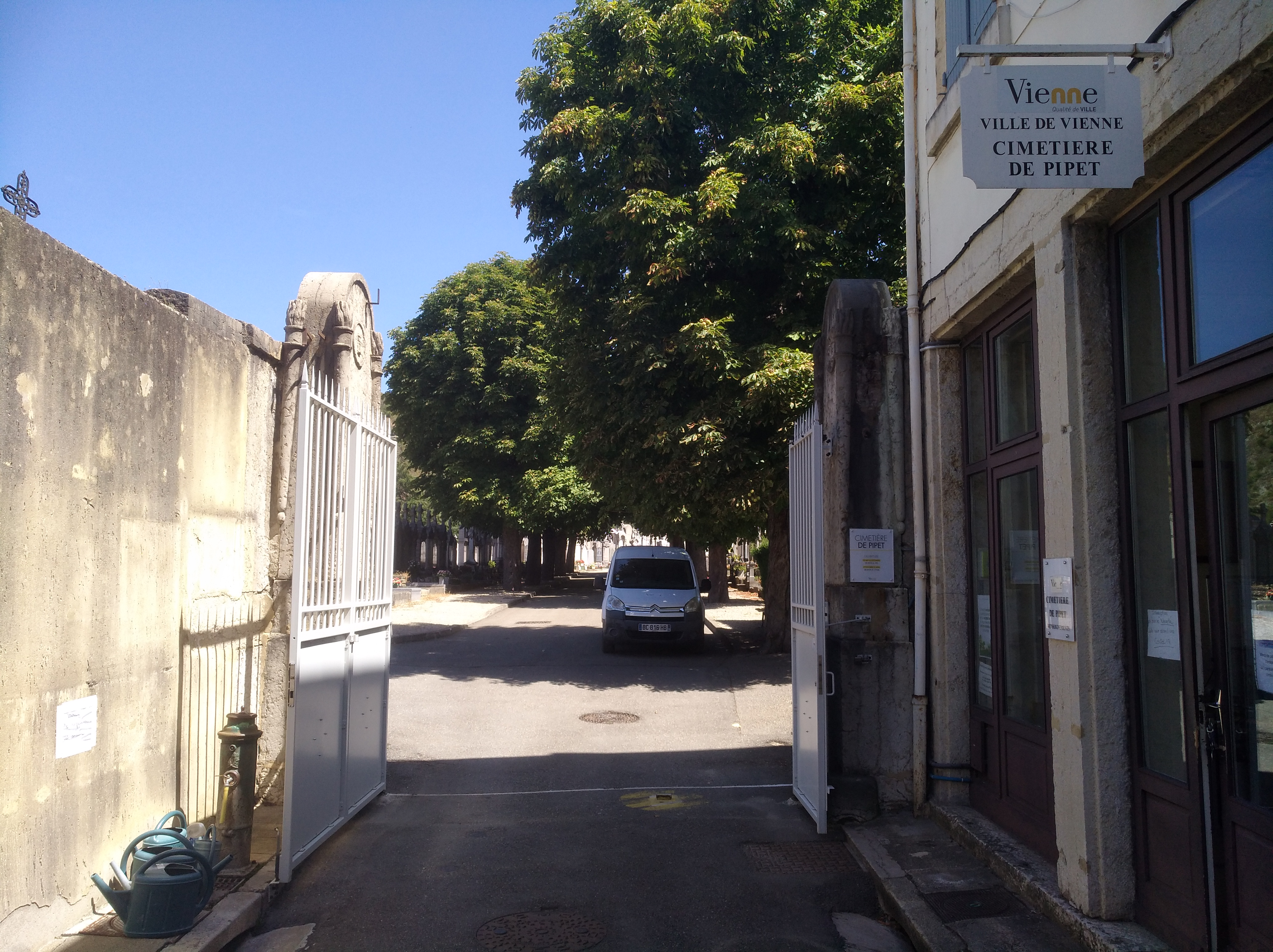
Entrée du cimetière.
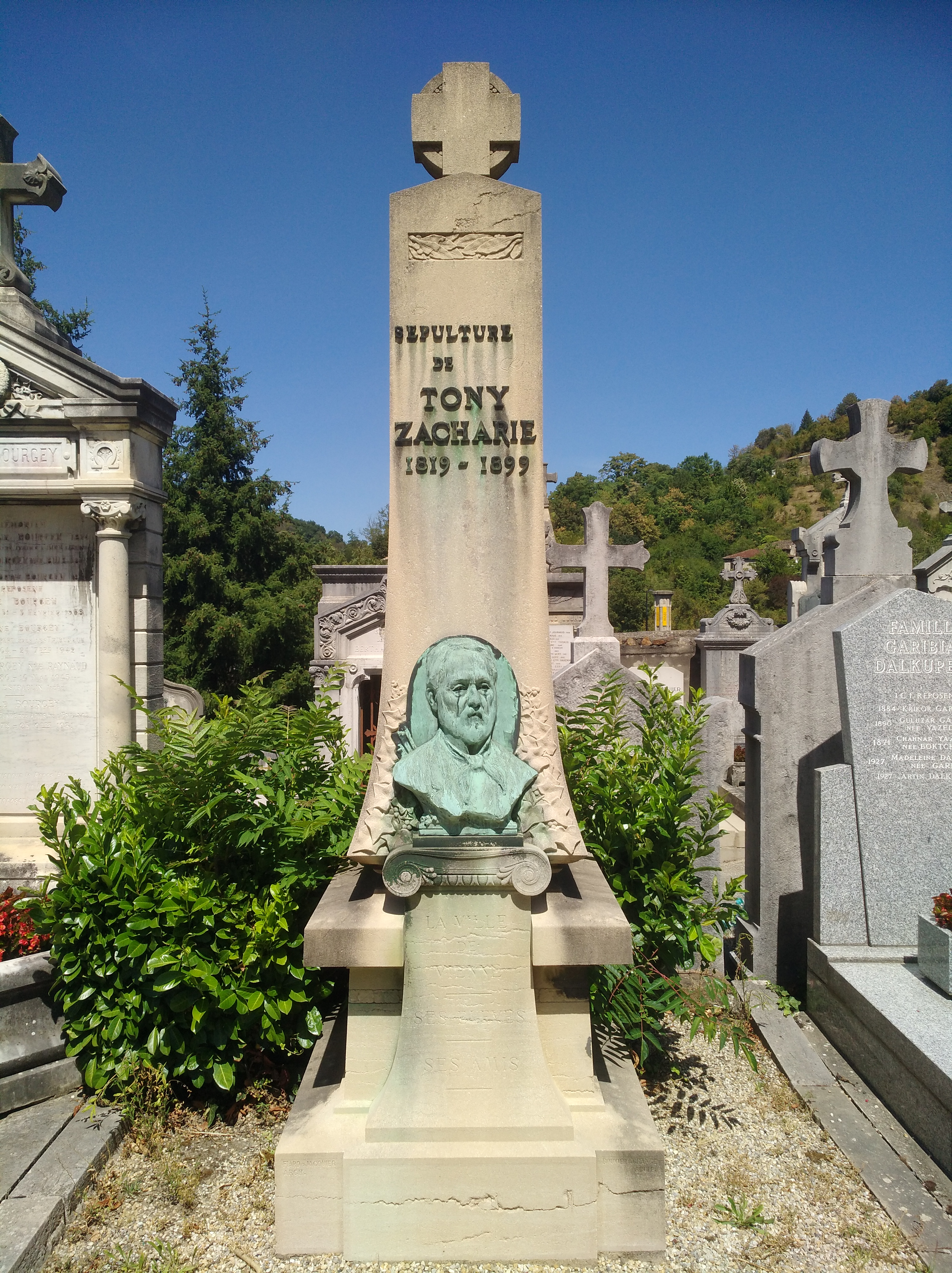
Sépulture de Tony Zacharie.
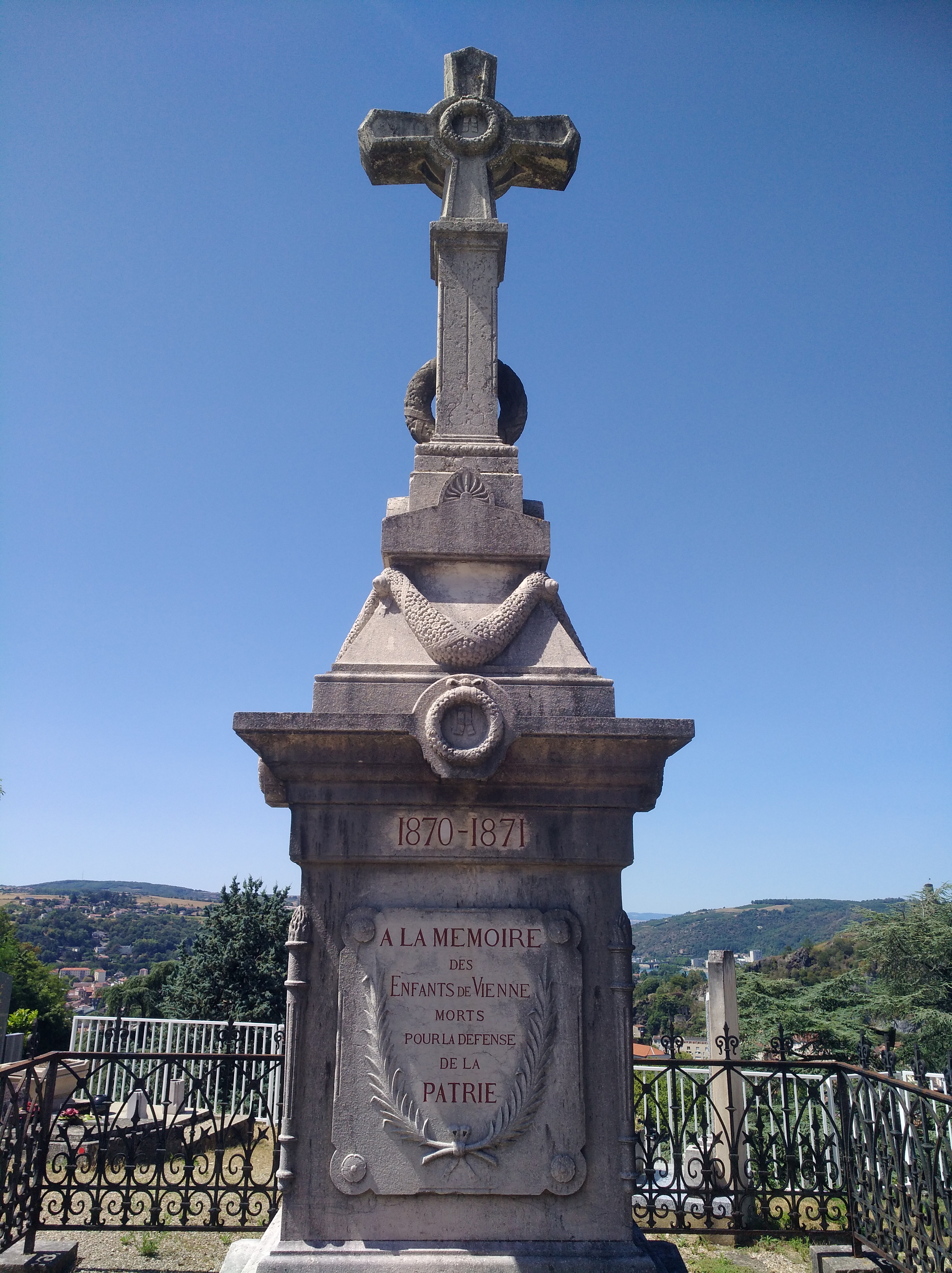
Monument aux morts de la guerre de 1870.